# Fatima Meer
Fatima Meer (12 de agosto de 1928 - 12 de marzo de 2010) fue una escritora, académica, guionista, y activista anti-apartheid sudafricana.

## Biografía
Fatima Meer nació en Durban, Sudáfrica, en una familia de clase media de nueve personas, donde su padre Moosa Ismail Meer, editor del periódico The Indian Views, le inculcó la conciencia de la discriminación racial que existía en el país. Su madre era Rachel Farrell, la segunda esposa de Moosa Ismail Meer. Completó sus estudios en la Durban Indian Girls High School y, posteriormente, asistió a la Universidad de Witwatersrand, donde fue miembro de un grupo trotskista y a la Universidad de Natal, donde completó una maestría en sociología.

### Activista político
En 1946, Meer se unió a muchos otros indios sudafricanos en una campaña de resistencia pasiva contra el apartheid, durante la cual inició el Comité de Resistencia Pasiva Estudiantil. También ayudó a establecer la Liga de Mujeres del Distrito de Durban, una organización que comenzó a construir alianzas entre africanos e indios como resultado de los disturbios raciales entre los dos grupos en 1949.
Después de que el Partido Nacional ganó el poder en 1948 y comenzó a implementar su política de apartheid, el activismo de Meer aumentó. Fue uno de los miembros fundadores de la Federación de Mujeres Sudafricanas, que encabezó la histórica marcha de las mujeres en los Edificios de la Unión el 9 de agosto de 1956. Como resultado de su activismo, Meer fue "prohibida" o "baneada" por primera vez en 1952 ("prohibir" o "banning" era una práctica gubernamental que, entre otras cosas, limitaba el número de gente que una persona podía conocer o con la que podía juntarse, así como limitar los movimientos de una persona y también que una persona sea publicada en cualquier medio). Fue una de las líderes de la Marcha de las Mujeres en 1956.
En la década de 1960, organizó vigilias nocturnas para protestar contra la detención masiva de activistas contra el apartheid sin que les realizaran un juicio. Durante la década de 1970 fue nuevamente "baneada" y luego detenida sin un juicio por intentar organizar una manifestación política con el activista del Movimiento de Conciencia Negra, Steve Biko. Sobrevivió a un intento de asesinato poco después de su liberación en 1976, cuando recibió un disparo en la casa de su familia en Durban, pero no sufrió daños. Su hijo, Rashid, se exilió ese mismo año. Fue atacada nuevamente y culpó del segundo ataque al Movimiento de Conciencia Negra.
Apoyó firmemente la Revolución iraní y boicoteó el viaje de Salman Rushdie a Sudáfrica en 1998, alegando que era un blasfemo.

### Académica y escritora
Meer formó parte del personal de la Universidad de Natal de 1956 a 1988 y también fue profesora visitante en varias universidades de Sudáfrica, Estados Unidos, India, Mauricio, el Caribe y Gran Bretaña. Mientras estaban en la Universidad de Natal, Meer y su colega Leo Kuper fueron objeto de vigilancia por parte del gobierno del apartheid, y las clases impartidas en el departamento fueron infiltradas por espías del gobierno, lo que resultó en un efecto escalofriante (chilling effect).
Meer se convirtió en miembro de la London School of Economics y recibió dos doctorados honorarios por su trabajo por los derechos humanos y de las mujeres.

### Muerte
Fatima Meer murió en el Hospital de San Agustín en Durban el 12 de marzo de 2010, a la edad de 81 años, a causa de derrame cerebral que sufrió dos semanas antes.

## Libros
- Portrait of Indian South Africans [Retrato de indios sudafricanos]
- Apprenticeship of a Mahatma [Aprendizaje de un Mahatma]
- Race and Suicide in South Africa [Raza y suicidio en Sudáfrica]
- Documents of Indentured Labour [Documentos de trabajo por contrato]
- The South African Gandhi: The Speeches and Writings of M.K. Gandhi [El Gandhi sudafricano: los discursos y escritos de MK Gandhi]
- Resistance in the Townships [Resistencia en los municipios]
- Passive Resistance [Resistencia pasiva]
- Higher than Hope (la primera biografía autorizada de Nelson Mandela, que fue traducida a 13 idiomas)

## Televisión
- Guionista, The Making of the Mahatma, una película de Shyam Benegal basada en su libro The Apprenticeship of a Mahatma. La película fue coproducida por India y Sudáfrica.

## Premios
- Premio de la Unión de Periodistas Sudafricanos (1975)
- Premio Imam Abdullah Haroon por la lucha contra la opresión y la discriminación racial (1990)
- Premio Vishwa Gurjari a la Contribución a los Derechos Humanos (1994)
- Top 100 mujeres que sacudieron la lista de Sudáfrica (1999)
- Puesto 45 en el Top 100 de grandes sudafricanos (2004)